# Mike Duda
Mike Duda är en amerikansk basist. Han är sedan 1996 basist i det amerikanska hårdrocksbandet W.A.S.P.

## Diskografi
- 1997 – Kill Fuck Die
- 1999 – Helldorado
- 2001 – Unholy Terror
- 2002 – Dying for the World
- 2004 – The Neon God: Part 1 - The Rise
- 2004 – The Neon God: Part 2 - The Demise
- 2007 – Dominator
- 2009 - Babylon

## Fotnoter
1. ↑  Encyclopaedia Metallum: The Metal Archives, Encyclopaedia Metallum artist-ID: 26799, läst: 28 juni 2023.[källa från Wikidata]
2. ↑  Tjeckiska nationalbibliotekets databas, NKC-ID: xx0170574, läst: 16 december 2022.[källa från Wikidata]